# Nyctimystes sanguinolenta
Espèce
Synonymes
- Hyla sanguinolenta Van Kampen, 1909
- Litoria sanguinolenta Van Kampen, 1909

Statut de conservation UICN

 DD  : Données insuffisantes
Nyctimystes sanguinolenta est une espèce d'amphibiens de la famille des Pelodryadidae.

## Répartition
Cette espèce est endémique de Nouvelle-Guinée occidentale en Indonésie. Elle se rencontre dans la plaine du fleuve Lorentz et la vallée Baliem dans le sud de la province de Papouasie.

## Publication originale
- Van Kampen, 1909 : Die Amphibienfauna von Neu-Guinea, nach der Ausbeute der niederlänischen Süd-Neu-Guinea Expeditionen von 1904-1905 und 1907. Nova Guinea, vol. 9, p. 31-49 (texte intégral).